# Melias (Lykandos)
Melias (Mleh) der Große († 934) war ein armenischer General, der in byzantinischen Dienst trat und das Thema Lykandos gründete. 927 belagerte er mit dem byzantinischen domestikos ton scholon Johannes Kurkuas (Gurgen) Melitene, das im selben Jahr fiel. 930 griff Melias Samosata an, aber wurde durch den arabischen General Nedschim besiegt. Melias starb im Jahr 934.

## Leben
Melias war ein armenischer Adliger (naxarar), vielleicht aus dem Geschlecht der Varažnuni, der mit vielen seiner Landsleute unter Prinz Aschot dem Langarmigen um 890 von Armenien nach Byzanz übersiedelte und in die byzantinische Armee eintrat. Unter Aschot kämpften die Armenier in der Schlacht von Bulgarophygon 896 gegen die Bulgaren. In dieser Schlacht wurde die byzantinische Armee aufgerieben und Aschot fand den Tod. Melias selber konnte entkommen und nahm jetzt den Dienst an der byzantinischen Ostgrenze an, wo er gegen die Araber, insbesondere das Emirat Melitene (Malatya), kämpfte. Mit einigen seiner Landsleute etablierte er in den Hügeln westlich der Stadt ein halbautonomes Fürstentum, aber 906 mussten Melias und seine Anhänger in Melitene Zuflucht suchen, nachdem sie den gescheiterten Aufstand des Generals Andronikos Dukas unterstützt hatten. Sie kehrten erst 908 zurück, als Kaiser Leo VI. sie begnadigte. Melias wurde jetzt zum tourmarches (Divisionskommandeur) in Trypia nahe dem Euphrat ernannt, bevor er zum kleisourarches (ungefähr analog zum Markgraf) von Lykandos avancierte. Lykandos war eine alte Festung, die Melias und seine Anhänger wieder aufbauten. Das Gebiet wurde von vielen Armeniern besiedelt und spielte in den folgenden Jahrzehnten eine bedeutende Rolle in den arabisch-byzantinischen Kriegen im Osten.

Die Grenzzone zwischen Byzanz und den Arabern, wo Melias den Großteil seiner Karriere verbrachte

Wie Kaiser Konstantin VII. in seinen Werken De Thematibus und De Administrando Imperio berichtet, begann Melias bald, sein Gebiet auszudehnen, und besetzte die Bezirke von Tzamandos und Symposion. Melias' Aktivitäten stellten für Melitene eine ernsthafte Bedrohung dar. Im Jahr 909 oder 912 griffen die Araber Lykandos mit großen Kräften an, wurden aber zurückgeschlagen. 915 ging Melias sogar auf eine Razzia ins Feindesland, die bis Germanikeia (Kahramanmaraş) reichte. Konstantin VII. berichtet, dass er für seine Dienste um diese Zeit zum patrikios und dann magistros ernannt wurde und dass Lykandos zum Status eines vollen Themas erhoben wurde.
917 nahm Melias mit seinen Männern in noch einem byzantinischen Feldzug gegen Bulgarien teil, der in der katastrophalen Schlacht von Anchialos endete. Sein Leben in den folgenden Jahren ist unbekannt, bis er 927 an der Seite Johannes Kurkuas’ erscheint, der während der nächsten 20 Jahre eine anhaltende Großoffensive gegen die Araber führte. Kurkuas und Melias belagerten Melitene und zwangen die Bewohner zur Kapitulation, der zufolge die Stadt zum Verbündeten des Kaisers wurde. Es dauerte nicht lange, bis Melitene das Abkommen brach, und die Stadt wurde abermals von den Byzantinern belagert. Arabische Quellen berichten, dass Melias mit seinen Truppen versuchte, die Stadt durch eine Kriegslist zu nehmen, indem er seine Männer als Handwerker verkleidete, aber sein Vorhaben scheiterte. Trotzdem mussten die Araber bald wieder die byzantinische Oberhoheit anerkennen und eine byzantinische Garnison in ihre Stadt einlassen. 930 führte Melias einen Raubzug in das Gebiet von Samosata. Dort aber wurde er durch den General Nedschim besiegt. Einer seiner Söhne fiel in arabische Gefangenschaft und wurde nach Bagdad gebracht. Bis zu seinem Tode 934 ist nichts mehr über ihn bekannt.
Seine Nachkommen aber blieben im byzantinischen Dienst aktiv. So ist ein weiterer Melias unter den Kaisern Nikephoros II. und Johannes Tzimiskes erwähnt, der um 973 in einer Schlacht gegen die Araber gefangen genommen wurde. Manche Forscher glauben, dass Melias in der Figur des apelates Melementzes im Heldenepos Digenis Akritas auftritt.